# GamePark 32

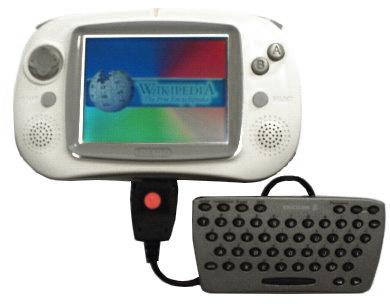
GP32-FLU med Ericsson Chatboard.

GamePark 32 (även kallad GP32) - är en bärbar konsol med en 133MHz ARM-processor. Konsolen är utvecklad och tillverkad av det sydkoreanska företaget Game Park och ses i första hand som en konkurrent till Game Boy Advance från Nintendo.
GP32 finns i ytterligare två förbättrade varianter med frontbelysning respektive bakgrundsbelysning och heter då GP32 FLU (Front Lit Unit) eller GP32 BLU (Back Lit Unit).
GamePark 32 har en uppföljare i den nya och kraftfullare konsolen med namnet GamePark 2X.